# 8 رجب
- السبت
- الأحد
- الاثنين
- الثلاثاء
- الأربعاء
- الخميس
- الجمعة

- 2728 ديسمبر 2024
- 2829 ديسمبر 2024
- 2930 ديسمبر 2024
- 3031 ديسمبر 2024
- 11 يناير 2025
- 22 يناير 2025
- 33 يناير 2025
- 44 يناير 2025
- 55 يناير 2025
- 66 يناير 2025
- 77 يناير 2025
- 88 يناير 2025
- 99 يناير 2025
- 1010 يناير 2025
- 1111 يناير 2025
- 1212 يناير 2025
- 1313 يناير 2025
- 1414 يناير 2025
- 1515 يناير 2025
- 1616 يناير 2025
- 1717 يناير 2025
- 1818 يناير 2025
- 1919 يناير 2025
- 2020 يناير 2025
- 2121 يناير 2025
- 2222 يناير 2025
- 2323 يناير 2025
- 2424 يناير 2025
- 2525 يناير 2025
- 2626 يناير 2025
- 2727 يناير 2025
- 2828 يناير 2025
- 2929 يناير 2025
- 3030 يناير 2025
- 131 يناير 2025

8 رجب أو 8 رجب الفرد أو 8 رجب المُرجَّب أو يوم 8 \ 7 (اليوم الثامن من الشهر السابع) هو اليوم الخامس والثمانون بعد المائة (185) من أيَّام السنة (أو السادس والثمانون بعد المائة لو كان شهر جمادى الآخرة مُتممًا لليوم الثلاثين أو السابع والثمانون بعد المائة لو أتم كلاً من صفر وربيع الآخر وجمادى الآخرة ثلاثين يوماً) وفق التقويم الهجري القمري (العربي). يبقى بعده 169 أو 170 يومًا لانتهاء السنة.

## أحداث
- 1048 هـ وصول مراد الرابع إلى سبع أبكار شمال بغداد تمهيداً لاستعادة بغداد من حكم الصفويين.[1]
- 1299 هـ - قنصلي المملكة المتحدة وفرنسا في مصر يقدمان مذكرة يطلبان فيها بإبعاد أحمد عرابي عن مصر مع بقاء رتبته ومرتبه وإرسال «علي باشا فهمي» و«عبد العال باشا حلمي» إلى الأرياف وذلك في أثناء الثورة العرابية.
- 1357 هـ - السلطات التركية تقوم بتغيير اسم لواء الإسكندرون إلى الاسم التركي هاتاي.
- 1397 هـ - انتخاب حسن جوليد رئيسًا لجمهورية جيبوتي ليكون أول رئيس لها.
- 1398 هـ - القوات اللبنانية تهاجم بلدة إهدن وترتكب مجزرة أدت إلى مقتل زعيم ميليشيا المردة الوزير طوني فرنجية وعقيلته وإبنتهما وعدد من مناصريهما.
- 1409 هـ - إصدار فتوى من المرجع الديني روح الله الموسوي الخميني بإباحة دم الكاتب البريطاني سلمان رشدي بسبب روايته «آيات شيطانية».
- 1412 هـ - مجلس الأمن الأعلى يتسلم مقاليد السلطة في الجزائر بعد الفوز الساحق للإسلاميين في الجولة الأولى من الانتخابات البرلمانية في الجزائر، وقد قام بإلغاء الانتخابات واعتقال قادة الجبهة الإسلامية للإنقاذ.
- 1416 هـ - إعلان انتهاء عملية عاصفة الصحراء رسميًا.
- 1422 هـ - بداية حرب أمريکا على أفغانستان بحجة مكافحة الإرهاب.
- 1424 هـ - الجيش الإسرائيلي يحاصر ويغتال محمد عبد الرحيم الحنبلي قائد عسكري فلسطيني والمهندس الخامس بكتائب القسام، بعد اشتباك مسلح معه دام نحو 14 ساعة.
- 1428 هـ - إعلان برج خليفة أعلى مبنى في العالم بارتفاعٍ بلغ 512.1 مترًا، متفوقًا بذلك على برج تايبيه 101 في تايوان.
- 1429 هـ - الإعلان عن تشكيل حكومة الوحدة الوطنية اللبنانية لتكون الحكومة الأولى بعهد الرئيس ميشال سليمان وذلك لتطبيق بقية اتفاق الدوحة.
- 1430 هـ -
  - القوات الأمريكية تنسحب من المدن العراقية بعد 6 سنوات من غزوها وذلك بعد إتمامها لعملية تسليم المسؤولية الأمنية فيها للجيش والشرطة العراقية وذلك تنفيذًا لبنود الاتفاقية الأمنية الموقعة بينهما.
  - سقوط طائرة ركاب إيرباص يمنية في المحيط الهندي قبالة جزر القمر وتحطمها وعلى متنها 153 شخص.
- 1433 هـ - لجنة الانتخابات الرئاسية المصرية تعلن نتيجة الجولة الأولى، وكانت النتيجة هي حصول مرشح حزب الحرية والعدالة محمد مرسي على 24.78% من الأصوات وأحمد شفيق على 23.66% من الأصوات وتأهلهما إلى الجولة الثانية من الانتخابات.
- 1436 هـ - انتخاب مصطفى أقينجي رئيسًا لِقبرص الشماليَّة.
- 1438 هـ - بلدة خان شيخون بريف إدلب تتعرَّض لِهجوم كيمائيٍّ بِغاز السارين السَّام، أدَّى لمقتل حوالي 100 شخص وإصابة نحو 400 آخرين.

## مواليد
- 1033 هـ - محمد بن الحسن الحر العاملي، عالم دين وفقيه ومرجع ومُحدِّث شيعي لبناني.
- 1339 هـ - مائير عاميت، قائد عسكري إسرائيلي.
- 1364 هـ - فاتن فريد، ممثلة ومغنية مصرية.
- 1375 هـ - شمعة محمد، ممثلة عمانية.
- 1384 هـ - خالد صالح، ممثل مصري.
- 1391 هـ - هاني ناظر، ممثل سعودي.
- 1393 هـ -
  - سعيد التغماوي، ممثل فرنسي من أصل مغربي.
  - أحمد مازن الشقيري، إعلامي سعودي.
- 1397 هـ - حنا رباني خار، سياسية باكستانية.
- 1402 هـ - نديم الجميل، سياسي لبناني.
- 1412 هـ - إسحاق بلفوضيل، لاعب كرة قدم فرنسي.

## وفيات
- 1331 هـ - حسن العذاري، شاعر عراقي.
- 1378 هـ - عبد الوهاب محمد عزام، مفكر وأديب وسياسي مصري.
- 1398 هـ - طوني فرنجية، سياسي لبناني.
- 1408 هـ - ممدوح سالم، رئيس وزراء مصر.
- 1414 هـ - سعد بن عبد العزيز آل سعود، رئيس مجلس العائلة المالكة السعودية.
- 1424 هـ - محمد عبد الرحيم الحنبلي قائد عسكري فلسطيني في كتائب القسام.
- 1426 هـ - منصور الخرقاوي، شاعر كويتي.
- 1429 هـ - مايكل دبغي، طبيب أمريكي من أصل لبناني.
- 1431 هـ - مانوت بول، لاعب كرة سلة سوداني.